# Légi utántöltés

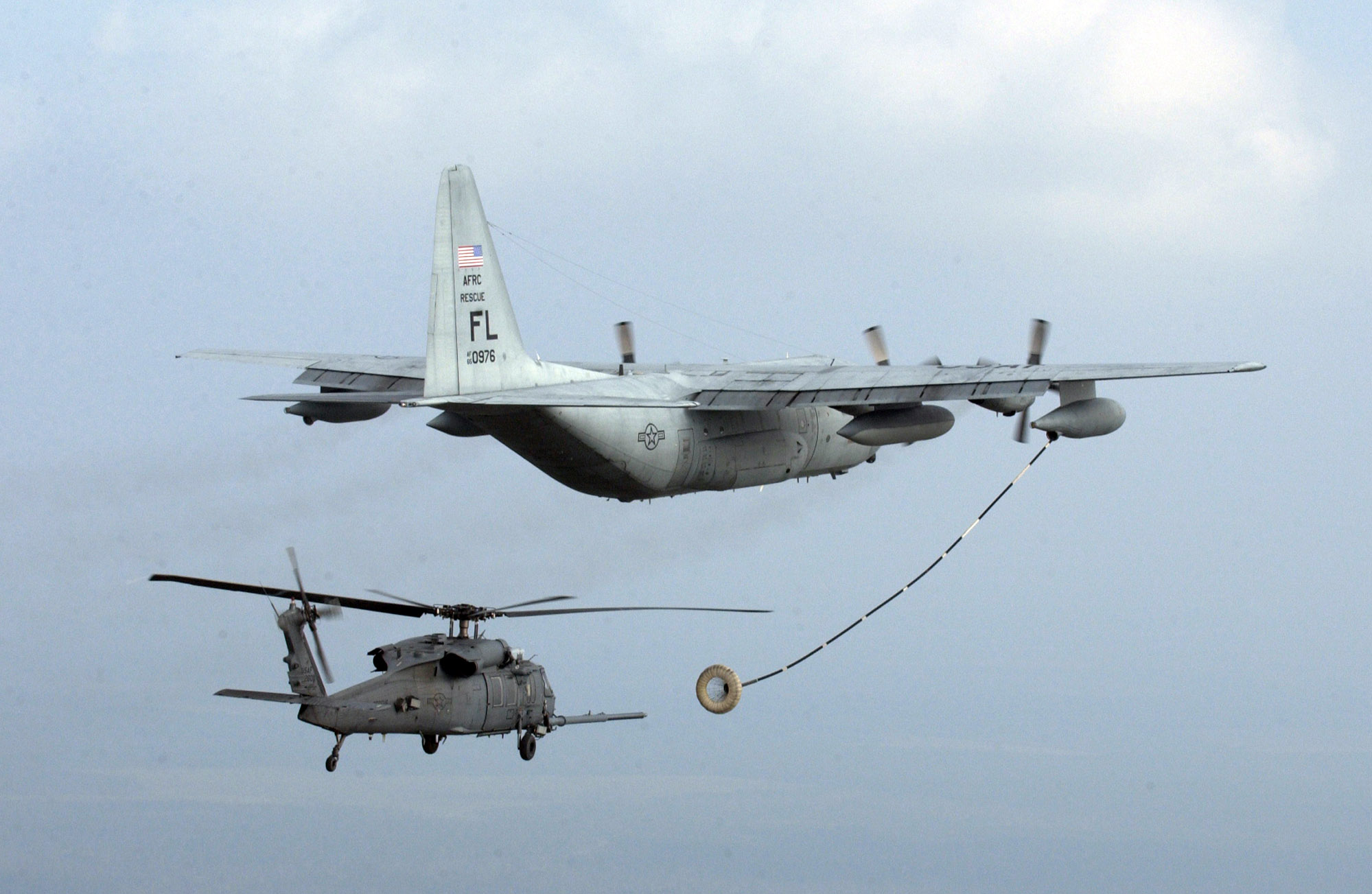
HH–60 Pave Hawk helikopter hajlékony csöves légi utántöltése az Amerikai Légierő HC–130P Hercules repülőgépéről

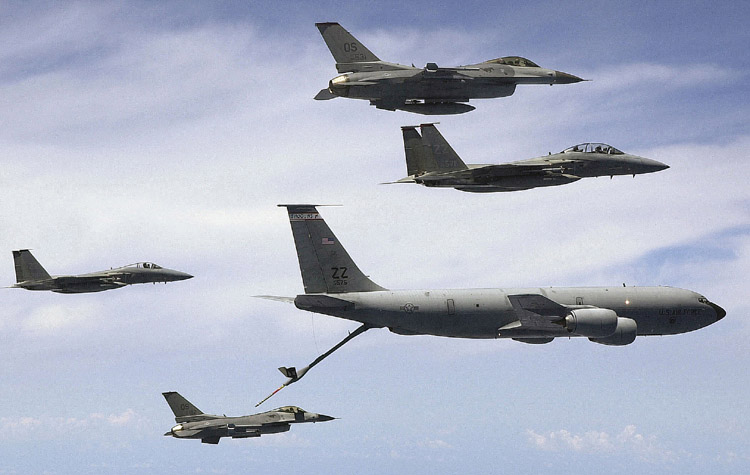
F–16 Fighting Falcon merev csöves utántöltése KC–135R repülőgépről. A két gép még nem kapcsolódott össze

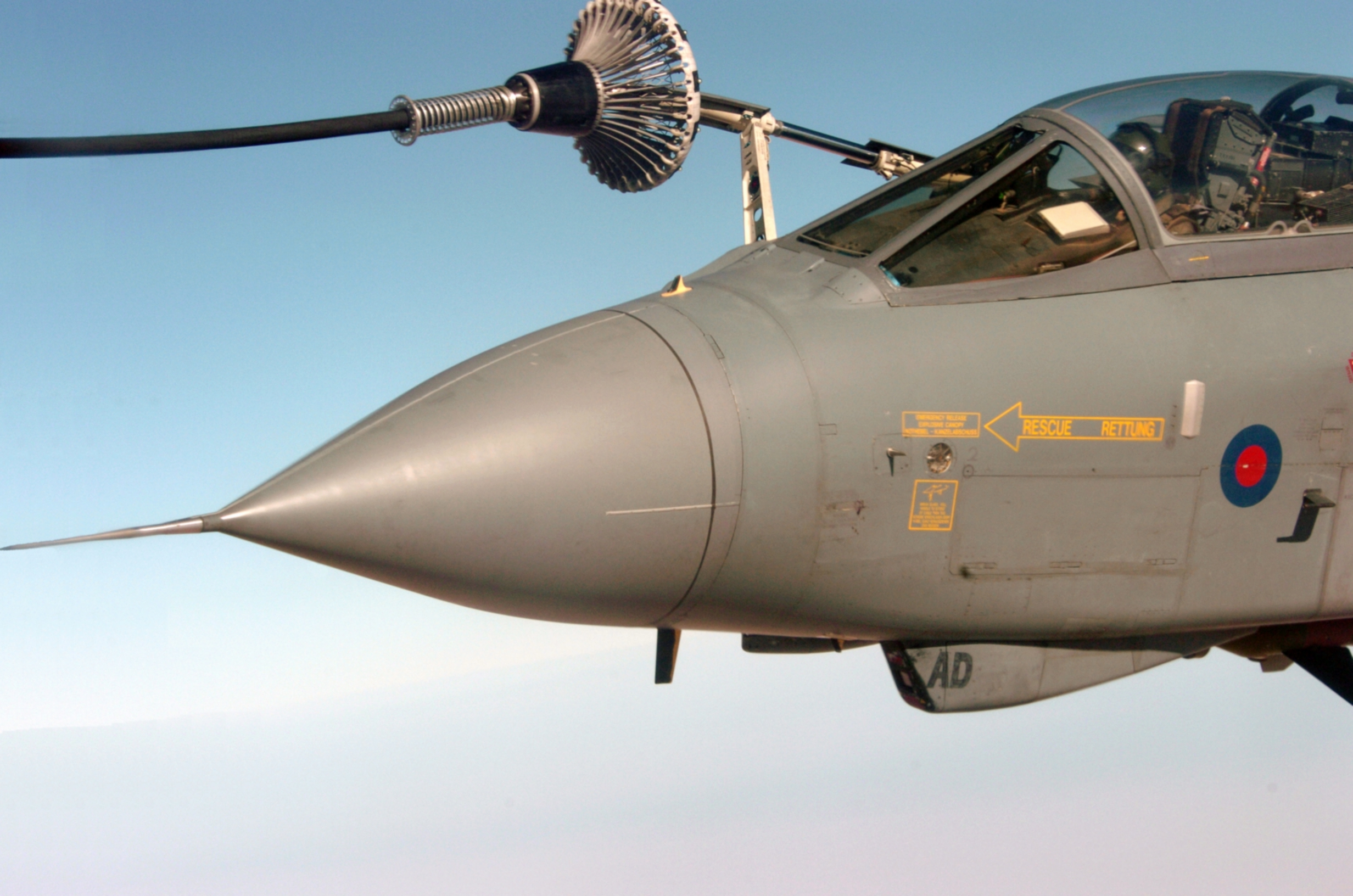
A Brit Királyi Légierő Tornado GR.4 repülőgépe utántöltés közben

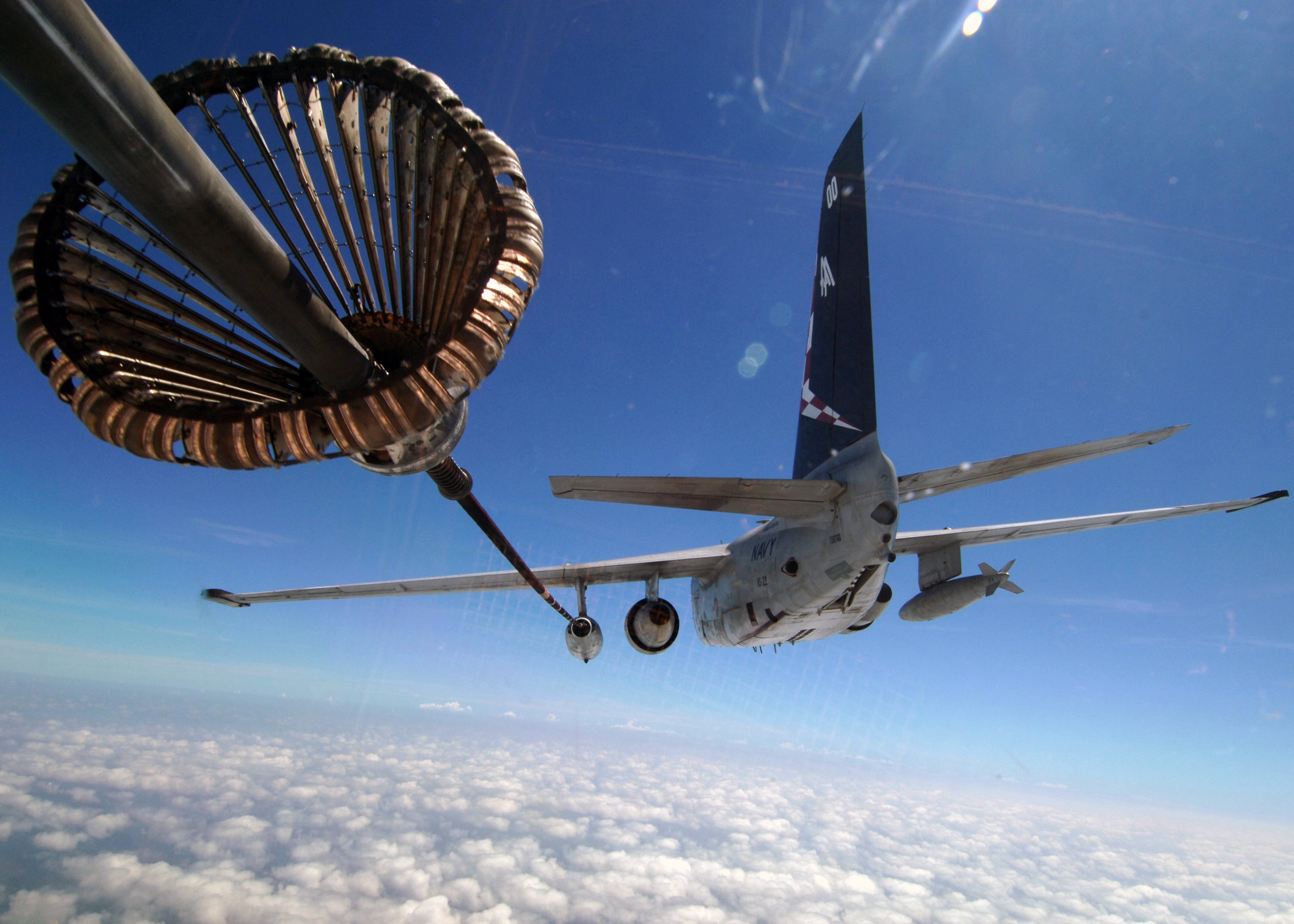
S–3 Viking repülőgép légi utántöltő konténerrel, egy másik S–3-ast tölt fel tüzelőanyaggal

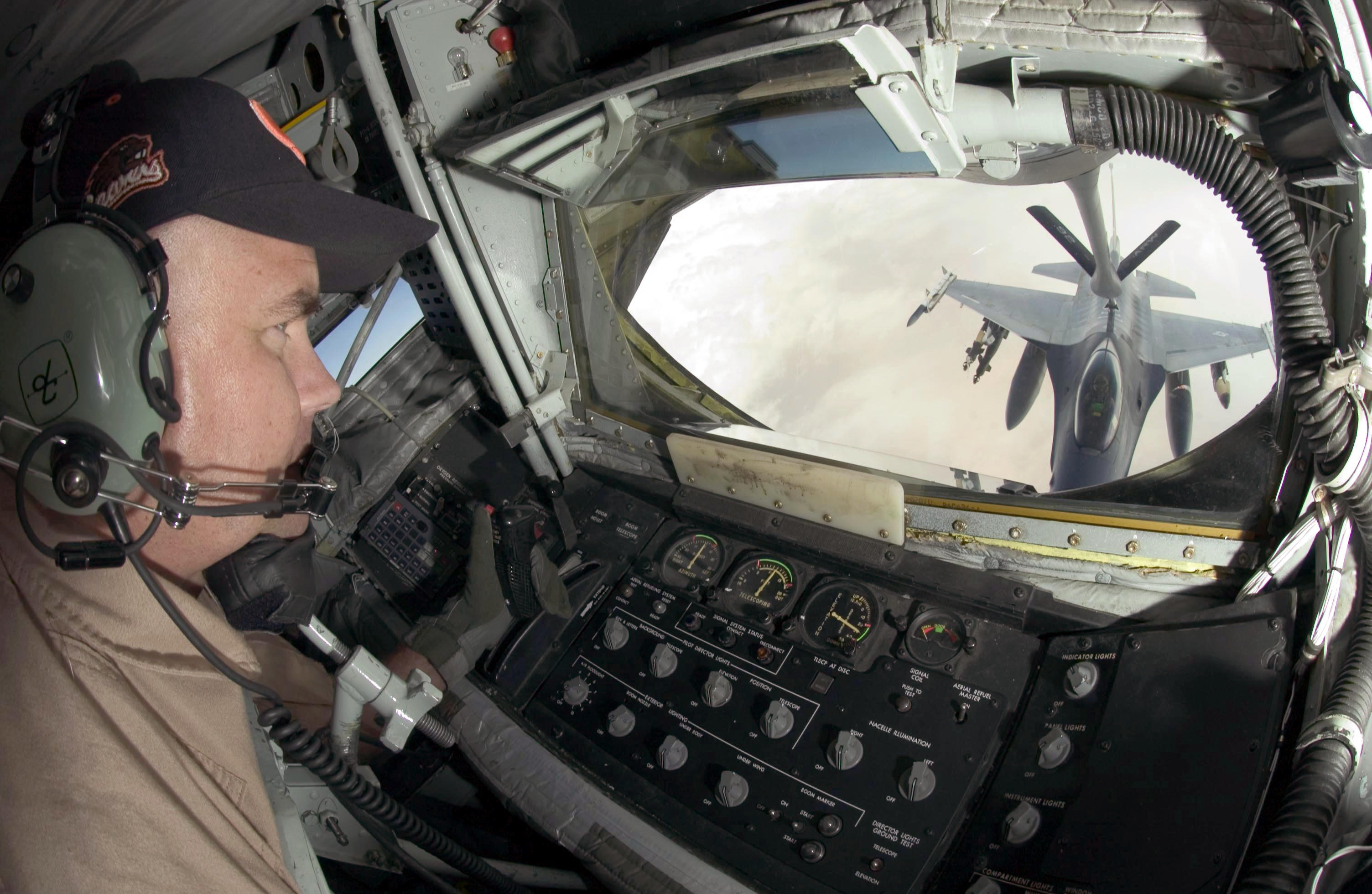
KC–135 utántöltő berendezésének operátora egy F–16 utántöltése közben

A légi utántöltés a repülőgép feltöltése tüzelőanyaggal repülés közben.
Az utántöltést egy speciálisan erre a célra kialakított légi utántöltő repülőgéppel (tankerrel), vagy egy másik repülőgép alá függesztett légi utántöltő konténer segítségével végzik. Bár műszakilag megoldható bármilyen repülőeszköznél, szinte kizárólag a katonai repülésben alkalmazzák.

## Legfontosabb okai
- A repülőgép hatótávolságának megnövelése, olyan esetekben, amikor a leszállás lehetetlen (tengerek vagy ellenséges terület felett), vagy az útvonal ezáltal olyan mértékben lerövidíthető, hogy az megéri a légi utántöltőgép igénybevételét.
- Sérült vagy a tüzelőanyagból egyéb okok miatt kifogyott repülőgép mentésénél, ha a legközelebbi (időjárási vagy egyéb okokból) biztonságos repülőteret már nem érné el.
- Járőröző (például légtérellenőrző) repülőgépnél a levegőben maradás időtartamának megnövelésére.
- Atomfegyverekkel megterhelt stratégiai nehézbombázó repülőgép biztonsági okokból csökkentett tüzelőanyag-mennyiséggel száll fel, hogy könnyebben manőverezhessen, a tüzelőanyag-készletét a levegőben töltik fel teljesen.

## Lebonyolítása
A légi utántöltés lebonyolításához a levegőben feltöltendő repülőgépnek szüksége van tüzelőanyagot továbbító cső fogadásához légi utántöltő berendezésre. A légi utántöltés alatt a tanker és a fogadó repülőgép huzamos ideig egymáshoz nagyon közel repül, ez mindkét gép pilótájától nagyfokú koncentrációt igényel. 

## Leggyakrabban használt rendszerek

### Merev csöves rendszer
Nagyobb teljesítményű rendszer, amit csak az Amerikai Légierő egyes repülőgépeinél alkalmaznak. Eredetileg a nehézbombázó repülőgépek utántöltésére fejlesztették ki. Speciális légi utántöltő repülőgépet igényel, amely egyszerre csak egy repülőgépet tud feltölteni (a repülőgép egyetlen merev csöves berendezését a törzs hátsó részére szerelik fel, de ide csak egynek jut hely). Alkalmazása jelenleg visszaszorulóban van.

### Hajlékony csöves rendszer
Kisebb teljesítményű rendszer, amelyet a világ többi repülőeszköze alkalmaz. Speciális konténer segítségével bármilyen harci repülőgép át tud adni tüzelőanyagot egy másik gépnek. Légi utántöltő repülőgépek egyszerre több (akár három-négy) repülőgépet is fel tudnak egyszerre tölteni (az ilyen berendezést a repülőgép törzsének végébe és a félszárnyak alá szokták beépíteni, ez összesen három berendezést jelent gépenként). Az ilyen rendszerek tüzelőanyag-átadási kapacitása folyamatosan nő, a rendszert egyre több ország, közöttük kisebbek légi ereje is, alkalmazza. A Magyar Légierő JAS 39 Gripenjei ilyen rendszerrel vannak felszerelve.

## Európai légi utántöltési gyakorlat képei

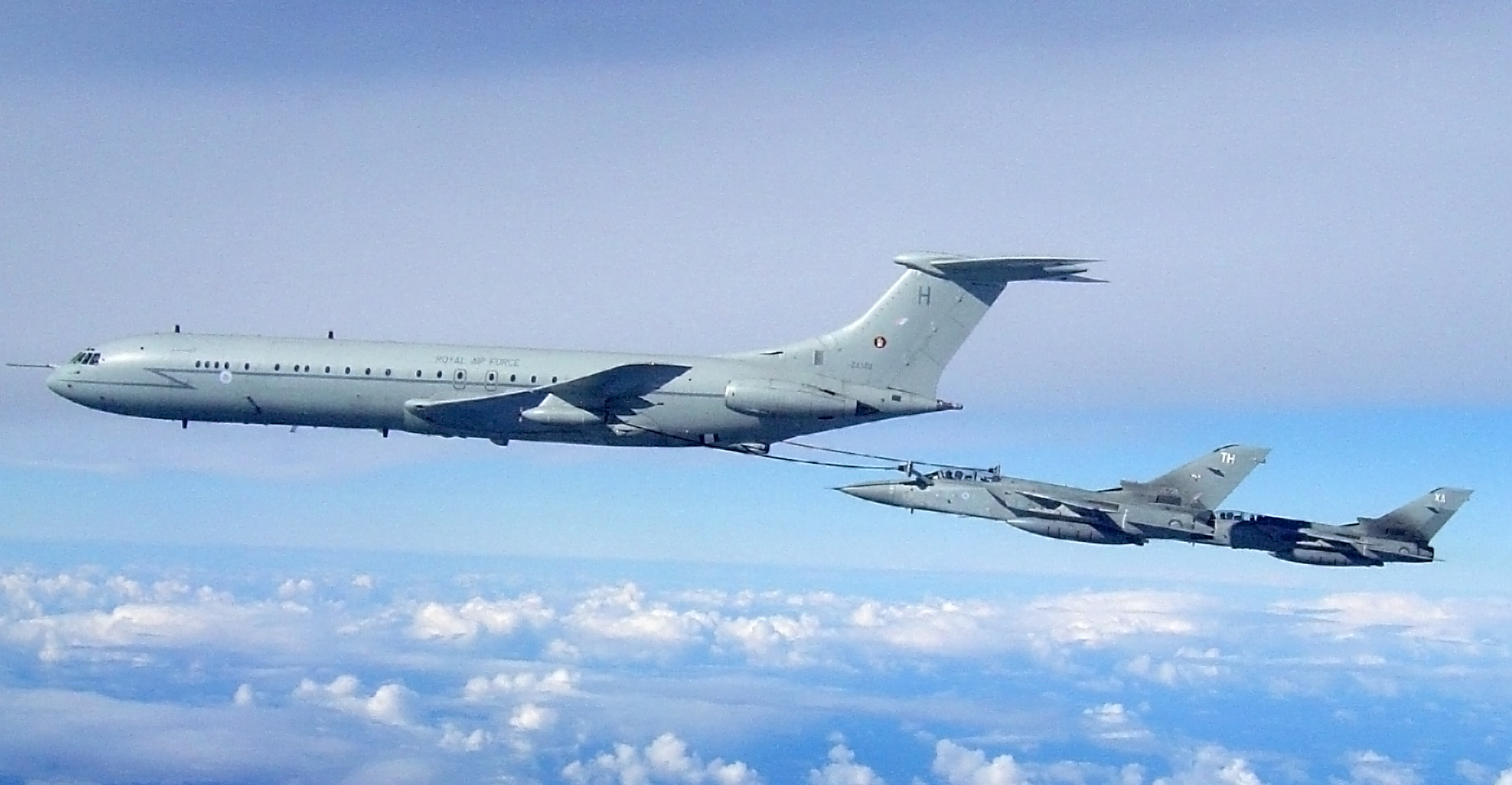
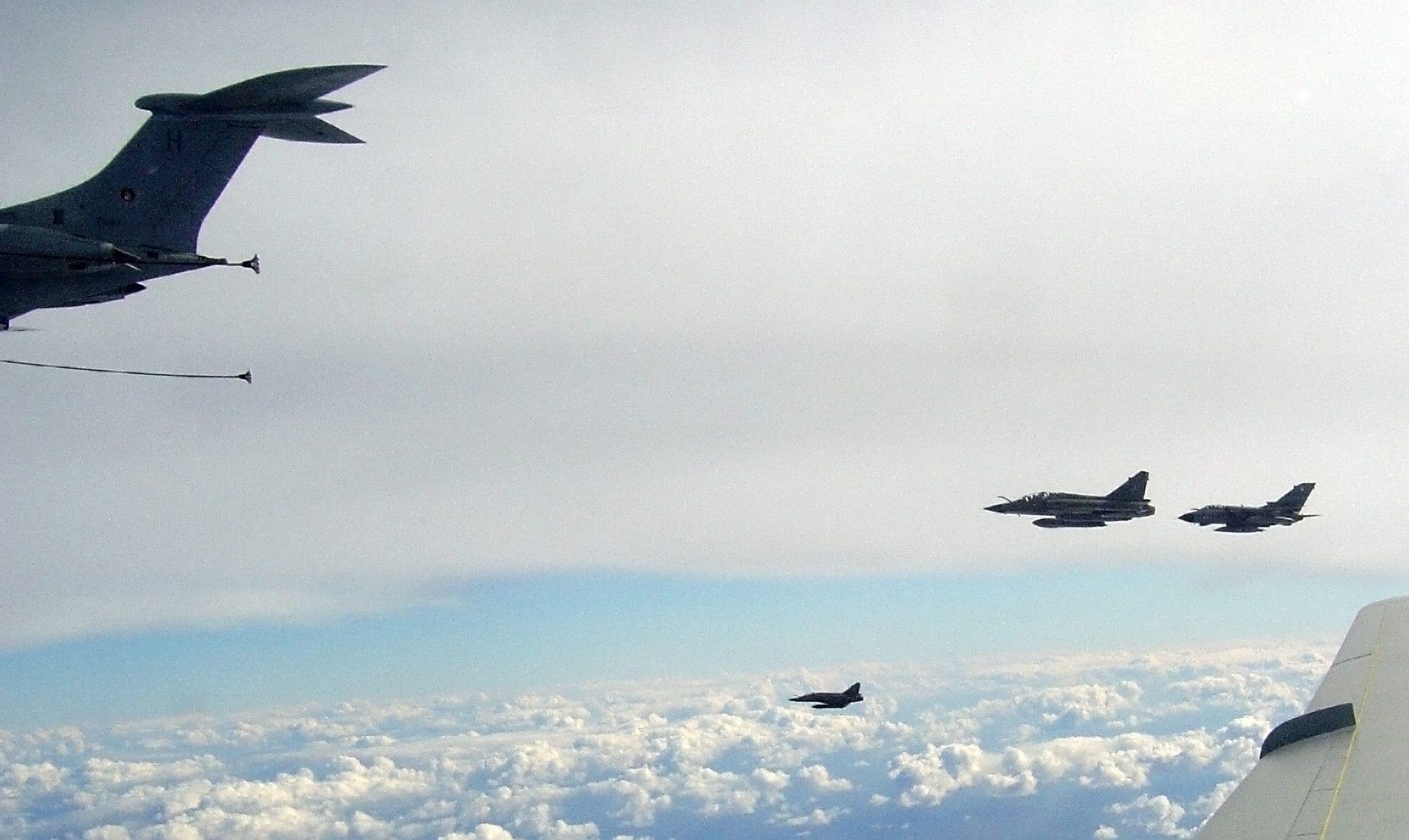
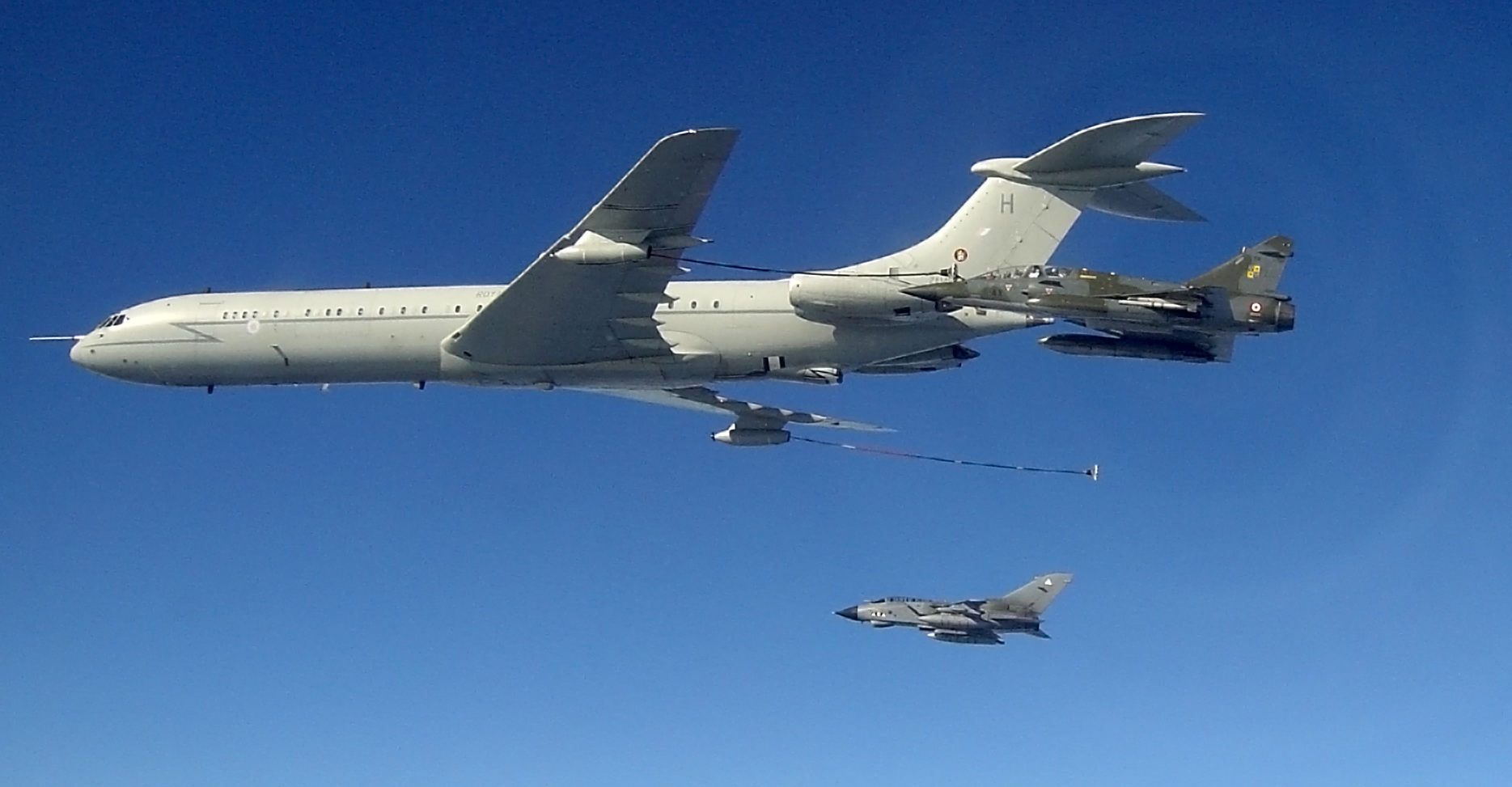
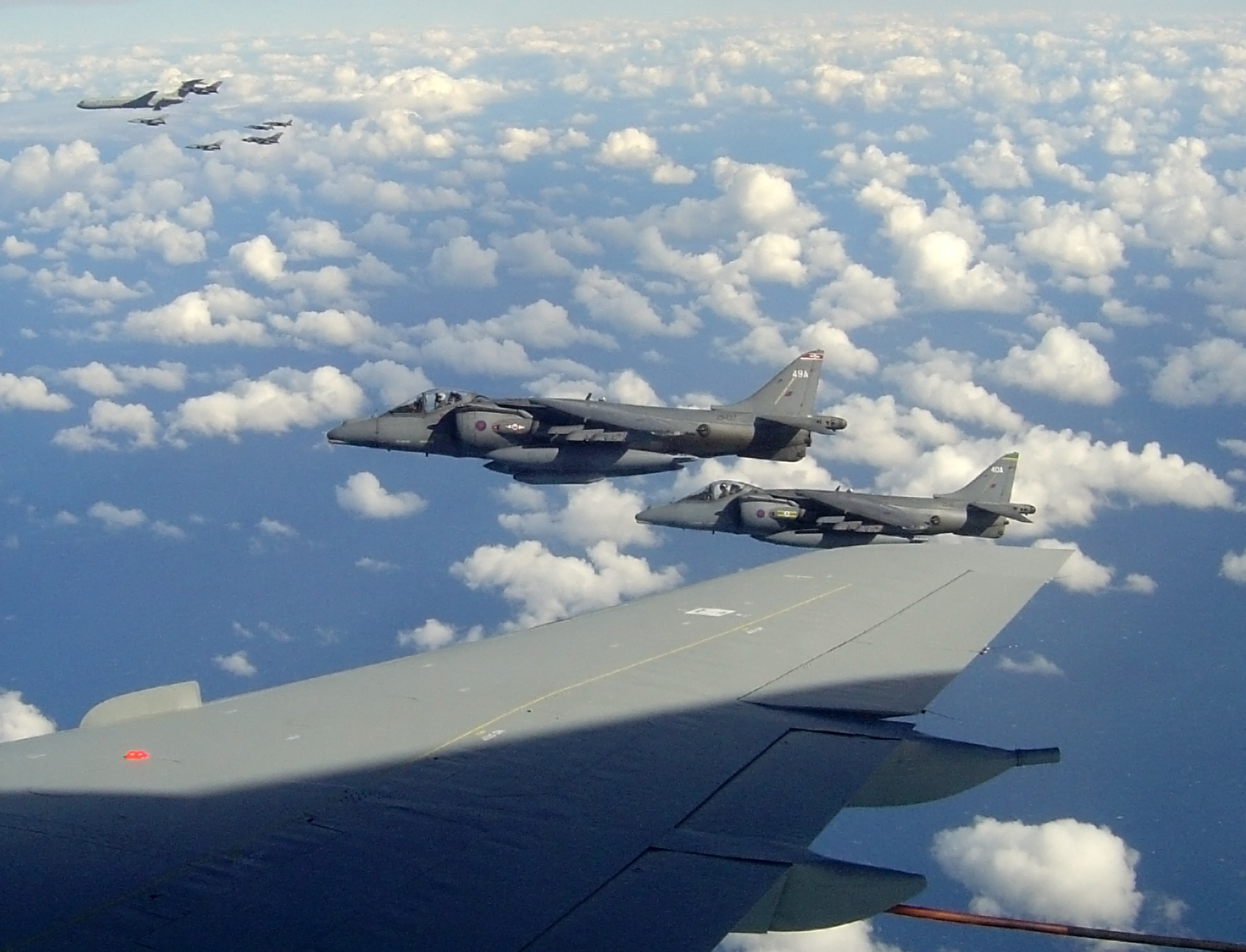
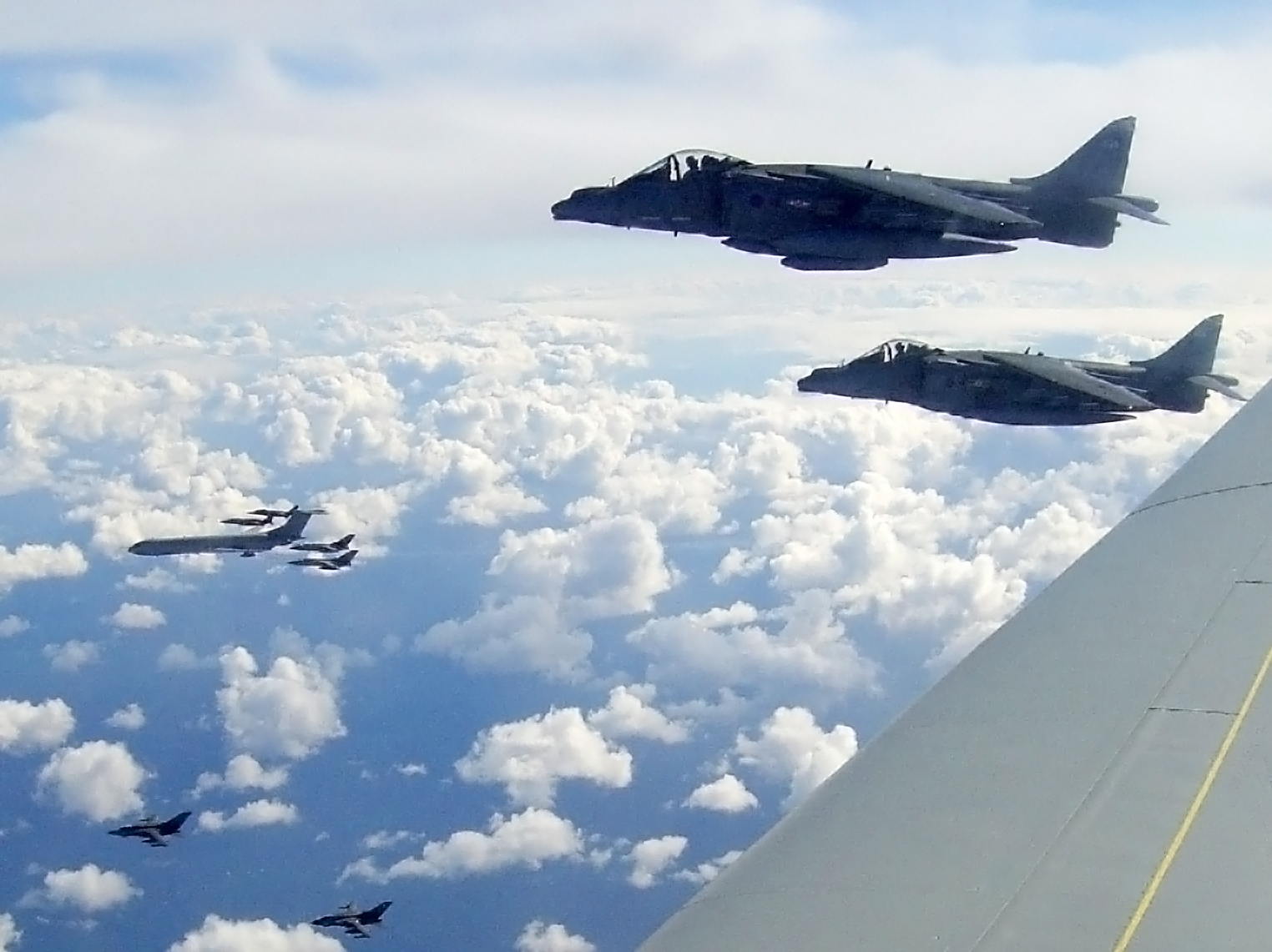
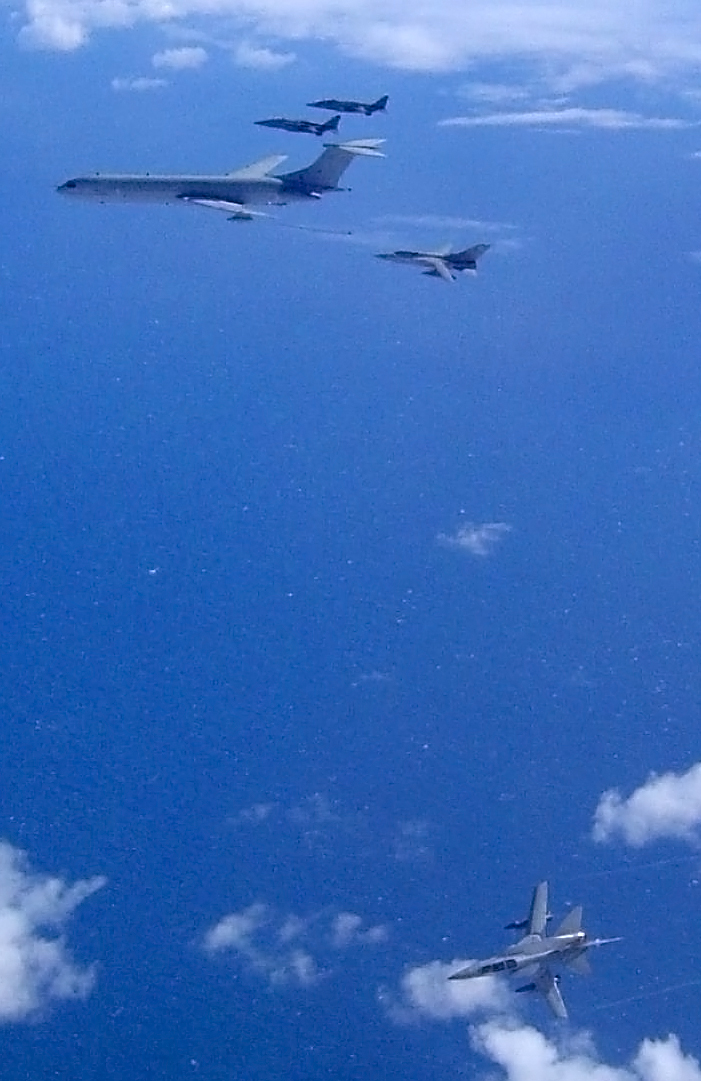
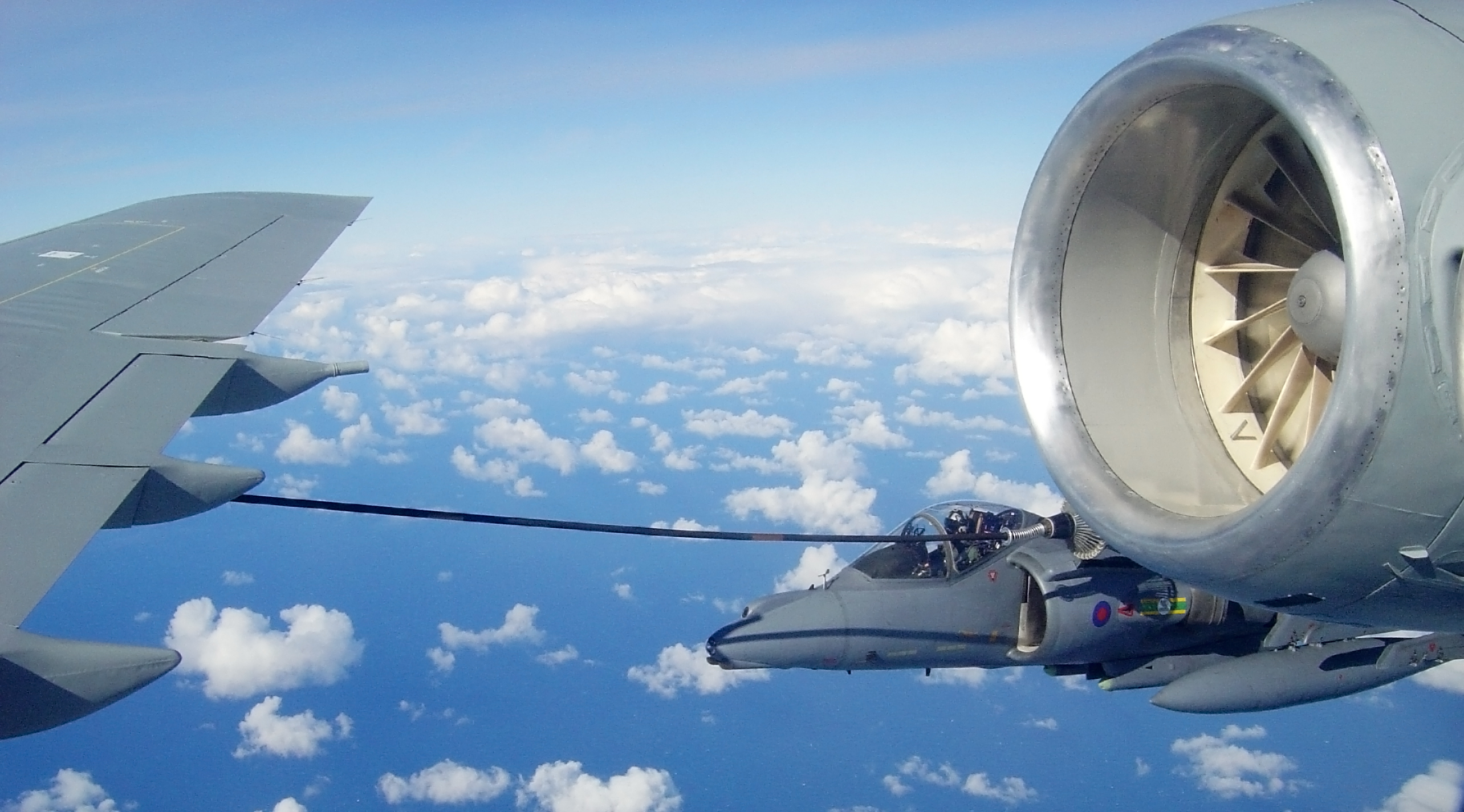
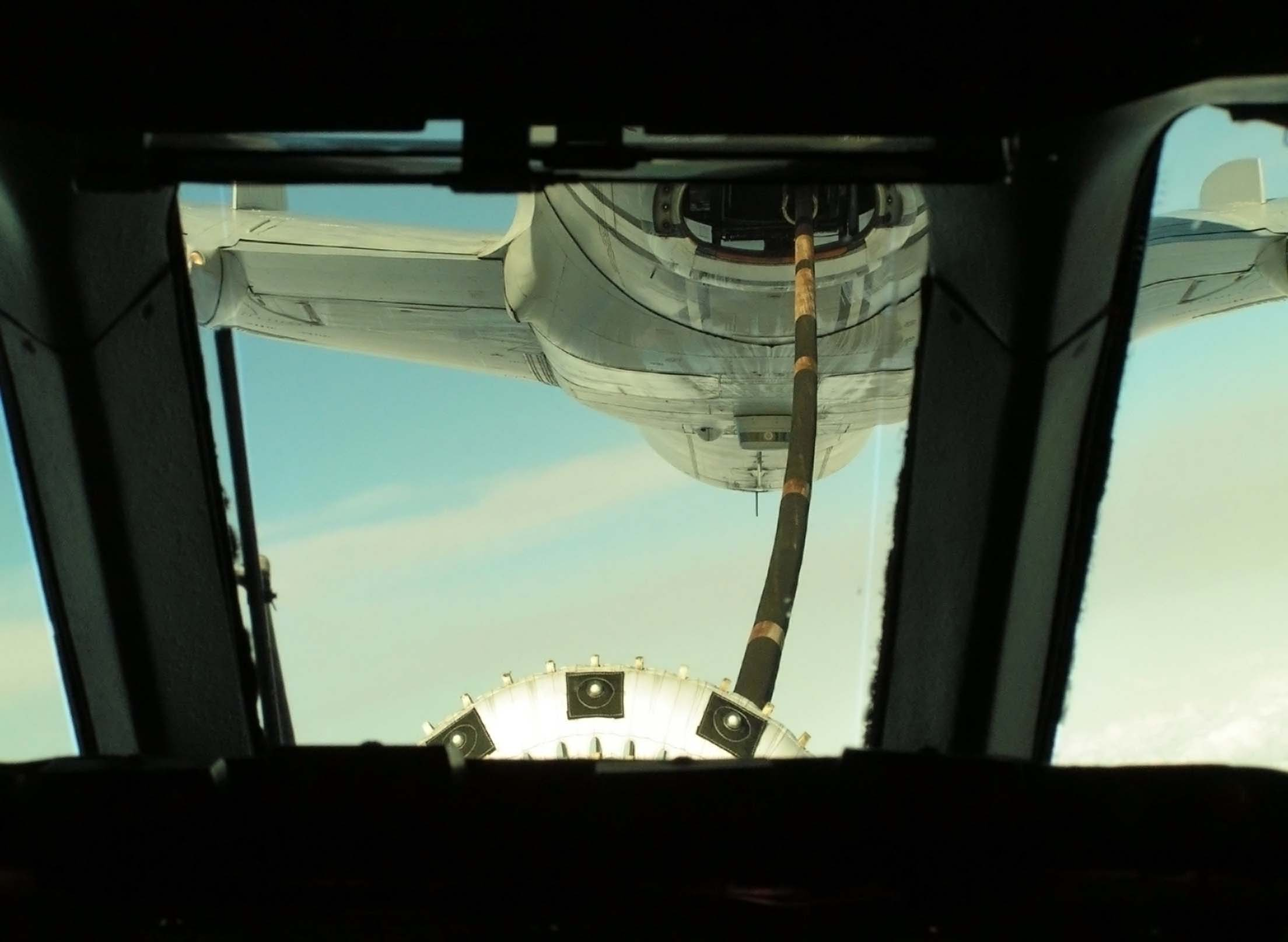